# Pseudotaxus chienii
Pseudotaxus chienii (псевдотис, кит.: 白豆杉, bai dou shan) — вид хвойних рослин родини тисових, єдиний представник роду Pseudotaxus. 

## Поширення, екологія
Країни проживання: Китай (Фуцзянь, Гуандун, Гуансі, Хунань, Цзянсі, Чжецзян). Це дводомний вид, що мешкає розкидано в вічнозелених і широколистих лісах на середній висоті (700—1500 м). Клімат на цих горах помірний, прохолодний і вологий, з річною кількістю опадів близько 1800—2000 мм і частою хмарністю або туманами. Росте в дрібній жовтій землі (рН 4,2–4,5), або в ущелинах кислої породи, часто на обривах над потоками. У провінції Чжецзян пов'язаний з Schima superba, Acer elegatulum, Rhododendron simianum. У Гуансі перебуває з Schima argentea і Castanopsis eyrei, завжди в тіні цих дерев. У пн. Гуандун і пд.-зх. Хунані росте над кам'янистими прірвами вище потоків або доріг. Під дією сонця ріст стає відсталим і рослина переходить у низький чагарник. Виробництво насіння нечасте, з дозріванням насіння з кінця вересня по жовтень і насіння залишаються в стані спокою протягом року або більше.

## Морфологія
Чагарники до 4 м заввишки. Крона не описана. Кора сіро-коричнева, відлущується смугами. Листки: черешок відсутній або менше 1 мм; голки зверху яскраво-зелені в 1-й рік, після цього темно-зелені, лінійні, прямі або злегка серпоподібні, 1–2.6 см × 2–4,5 мм, не шкірясті. Аріли 5–7 мм в діаметрі з одною овальною насіниною, 5–8 × 4–5 мм. Запилення відбувається з кінця березня по травень, насіння зріє в жовтні.

## Використання
Деревина використовується як матеріал різьблення і для виготовлення посуду. Вид був посаджений у ботанічному саду Нанкін, Фуцзянь, і в культурі як декоративна в обмеженому масштабі є в провінції Чжецзян. За межами Китаю, цей вид практично невідомий.

## Загрози та охорона
Цей вид, хоча має поширений ареал, дуже рідкісний і чисельність знизилася після недавнього збезлісення. Фрагментація населення на окремі чагарників впливає на успіх запилення. Державне лісове бюро (2009) повідомляє, про дуже погане природне поновлення у всьому діапазоні. Крім того, вид використовувався деякою мірою для виробництва таксолу. Деякі місця зростання знаходяться в межах природного або лісового фонду.